# Caracudă
Caracuda (Carassius carassius) este o specie de pește din familia Cyprinidae. El este înrudit cu  carasul „Carassius gibelio”.  A nu se confunda cu baracudă.

## Răspândire
Arealul lui de răspândire este Europa cu excepția unor țări nordice ca Irlanda, Scoția, Țara Galilor ca și o mare parte din peninsula Iberică și Franța de vest. Dispariția lui din Spania se datorează în mare parte omului. In Italia caracuda se poate întâlni numai în regiunea de nord a fluviului Pad iar în Danemarca numai în Iutlanda. Nu poate fi întâlnit nici în lacurile alpine, Elveția, sau Oberrhein. In peninsula Balcanică lipsește aproape în toată Grecia ca și regiuni din Asia Mică și ținuturi de pe țărmul unor mări ca Marea Adriatică sau Marea Marmara. In Rusia europeană caracude se pot întâlni din Ural până pe cursul inferior al lui Obi. Ihtiologul român Bănărescu susține că caracuda este un pește autohton în Europa Centrală și Europa de Est pe când alți biologi presupun că peștele ar fi fost adus din China.

## Caractere morfologice

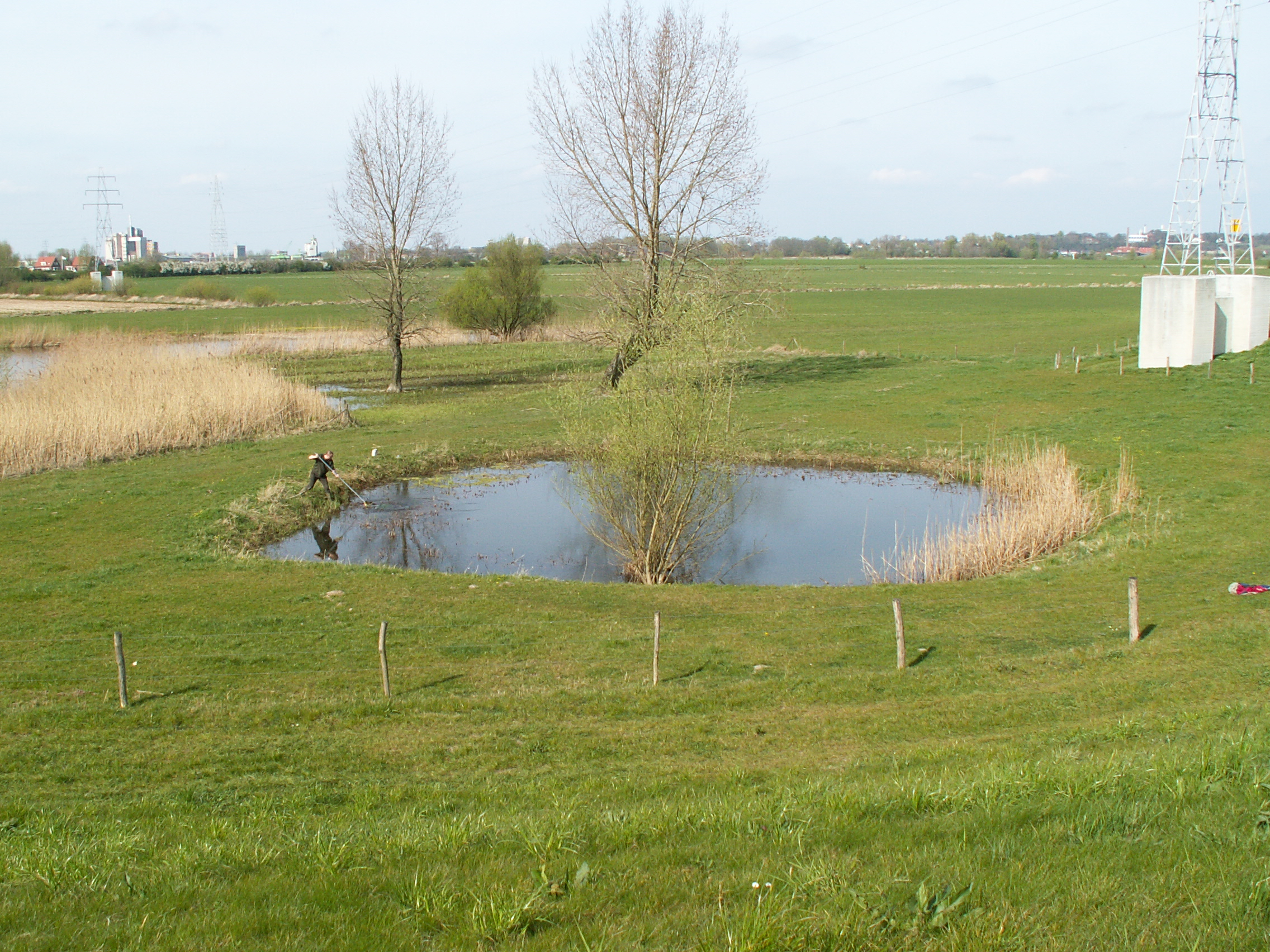
Un habitat preferat de caracudă

Caracuda are un aspect asemănător crapului numai că partea dorsală este puțin mai bombată. Peștele nu are mustăți, iar solzii sunt mai mici, pe partea dorsală este de culoare brun-verzuie, fiind de culoare deschisă pe părțile laterale și ventrale ale corpului. O caracudă poate atinge o lungime corporală de 64 cm și o greutate de 3 kg.

## Mod de viață
Peștele preferă apele puțin adânci cu un curs domol bogate în mâl și plante acvatice, poate supraviețui în apele puțin oxigenate. El poate fi întâlnit frecvent în bălți, regiuni de smârcuri, lacuri și aproape de loc în apele repezi și reci. În Europa răsăriteană este un pește important făcând parte din speciile care au reușit să supraviețuiască în condiții extreme de baltă.
Caracuda se hrănește cu larve de insecte și plante acvatice.
Perioada de depunere a icrelor durează între mai și iunie, femela depunând circa 150.000 - 300.000 de ouă cu o dimensiune între 1-1,5 mm. Icrele aderă pe plantele acvatice și eclozează în timp de 3 până la 7 zile, în funcție de temperatura apei. Puietul devine apt de reproducție la vârsta de 3 - 4 ani când exemplarele ating o lungime de  8 –15 cm.
Nu este un pește periclitat de dispariție.